# West Tofts
West Tofts är en by i civil parish Lynford, i distriktet Breckland, i grevskapet Norfolk, i England. Byn är belägen 10 km från Thetford. West Tofts var en civil parish fram till 1935 när blev den en del av Lynford. Civil parish hade 332 invånare år 1931. Byn nämndes i Domedagsboken (Domesday Book) år 1086, och kallades då Stoffta.